# XQD

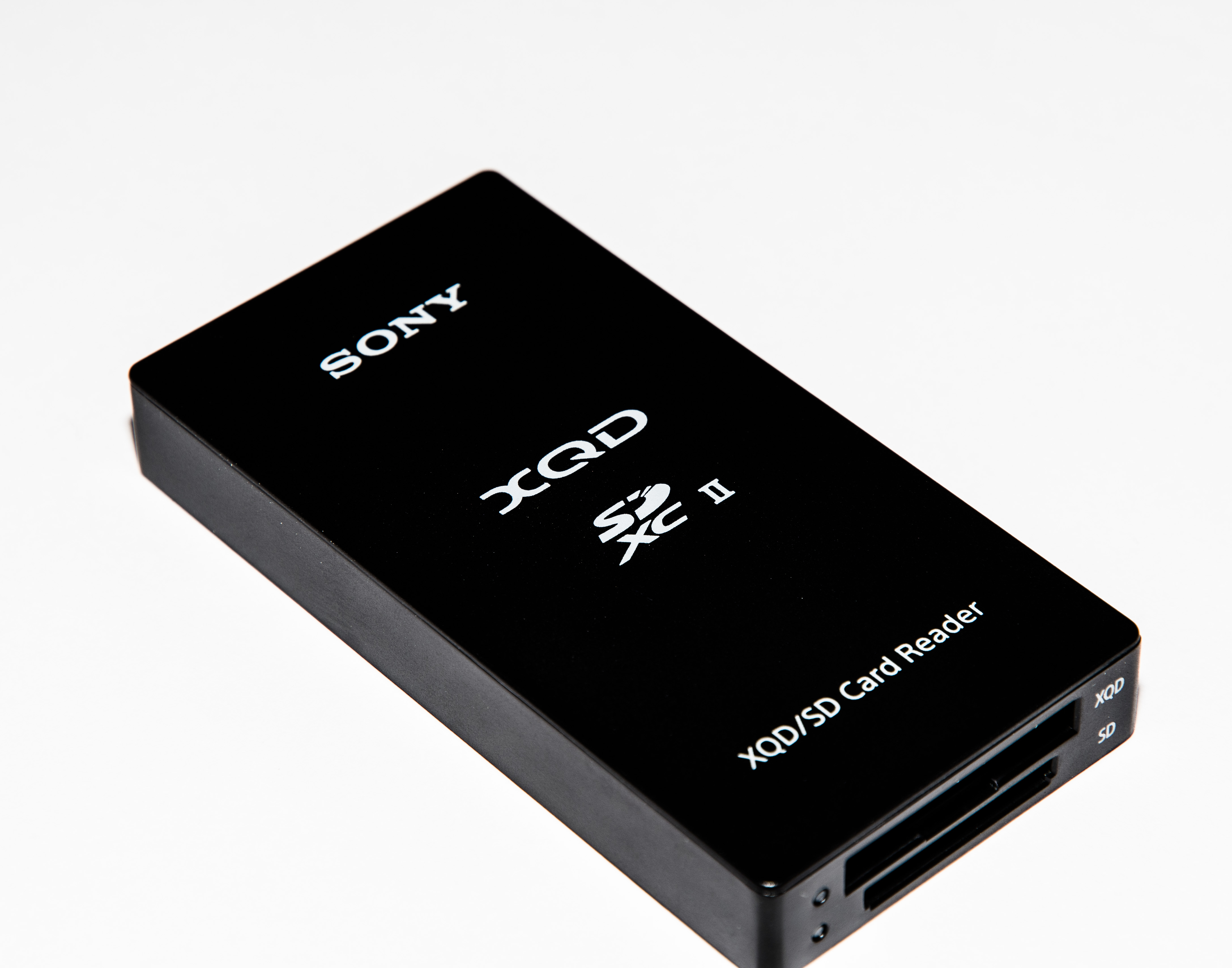
XQD-картрідер Sony

XQD — формат карт пам'яті, призначений для особливо вимогливих до швидкості читання і запису пристроїв обробки цифрових даних. Пропускна здатність інтерфейсу становить 2,5 Гбіт/с, актуальна швидкість запису станом на початок 2017 року досягає 400 Мбайт/с. Ємність від 16 ГБ до 240 ГБ, ціна в Україні — від 1000 (16 ГБ) до 12 000 гривень за 240 ГБ станом на липень 2021.
Специфікація карт заснована на специфікаціях PCI Express, розроблена компаніями SanDisk, Sony, Nikon і затверджена CompactFlash Association. Специфікація представлена 7 грудня 2011 року. Того ж дня був представлений перший фотоапарат, що підтримує карти пам'яті XQD, — Nikon D4.
Розміри карти пам'яті: 38,5 × 29,8 × 3,8 мм.

## Підтримка карт
Nikon підтримує XQD-карти в своїх нових професійних (high-end DSLR) камерах: Nikon D4, Nikon D4s, Nikon D5 Nikon D850 та Nikon D500, а також у низці флагманських бездзеркальних камер серії Z.